# Rabiosa
Rabiosa è un brano musicale della cantante colombiana Shakira, pubblicato come terzo singolo dall'album Sale el sol. Come il primo singolo Loca, il brano presenta due versioni: una versione spagnola, registrata sempre con il rapper dominicano El Cata e destinata ai paesi ispanici, e una versione inglese, registrata questa volta con il rapper statunitense Pitbull, destinata ai paesi anglofoni. Registrato nell'estate del 2010 nella Repubblica Dominicana, il brano è stato scritto e prodotto dal trio con la collaborazione di Jim Jonsin e Dizzee Rascal.

## Descrizione
La scelta di Rabiosa come terzo singolo ufficiale è stata ufficializzata dalla stessa Shakira durante un'intervista radiofonica concessa a fine gennaio 2011 sulla stazione francese NRJ.
Rabiosa dal punto di vista stilistico si distacca dal soft rock del precedente Sale el sol e ritorna ai ritmi latineggianti del primo singolo Loca: è un uptempo latin pop con forti influenze rap e alcuni elementi dance.
Il brano è stato inserito all'interno del videogioco Ubisoft Just Dance 2016.

## Accoglienza
Il brano è stato accolto in maniera positiva dalla critica. Jennifer Schaffer del sito StandfordDaily.com ha apprezzato molto il brano, definendolo "uno dei migliori pezzi presenti nell'album": «È esattamente il genere di canzone sexy che ti aspetteresti da una collaborazione tra Shakira e Pitbull, un bel mix di danza elegante e seducente che non permetterà ai tuoi fianchi di rimanere fermi». Michelle Morgante del sito Boston.com ha dichiarato: «Shakira è una delle interpreti di maggior successo al mondo e in questo brano è riuscita a creare un nuovo irresistibile mix tra merengue e rock»; Allison Stewart su WashingtonPost.com ha apprezzato la vivacità del pezzo e il suo ritmo coinvolgente definendo Rabiosa «pop latino a fuoco rapido».
Positiva è stata anche la recensione del sito Musicreviews.com: «Il brano già dal primo ascolto è molto orecchiabile, è uno di quei brani il cui ritornello ti rimane in testa ed è difficile da dimenticare. Molti la vedono già come una delle più grandi hit della prossima estate e non sarebbe a mio parere una sorpresa considerando che Shakira, ogni estate, infiamma le classifiche di tutto il mondo».

## Video musicale
Il video, diretto come i precedenti da Jaume de Laiguana, è stato girato tra il 26 e 28 aprile 2011 in una discoteca di Barcellona. La première del video del brano è avvenuta il 7 giugno 2011 e mostra Shakira con un caschetto nero in discoteca e poi in bikini che balla la lap dance in un altro scenario. Pitbull non è presente nel video.
Inoltre il 27 luglio 2011 è stata pubblicata una nuova versione del video, stavolta con la partecipazione di Pitbull in scene a parte, inserite mentre lui canta.
Il video ha ottenuto la certificazione Vevo.

## Tracce
Download digitale
1. Rabiosa featuring Pitbull - 2:50

CD singolo (Germania)
1. Rabiosa featuring Pitbull - 2:50
2. Rabiosa featuring Pitbull (C Berg Remix) - 4:00

## Classifiche

### Classifiche settimanali
| Classifica (2011)       | Posizione massima |
| ----------------------- | ----------------- |
| Austria                 | 6                 |
| Belgio (Fiandre)        | 5                 |
| Belgio (Vallonia)       | 5                 |
| Canada                  | 5                 |
| Danimarca               | 9                 |
| Francia                 | 6                 |
| Germania                | 26                |
| Italia                  | 6                 |
| Messico                 | 1                 |
| Paesi Bassi             | 46                |
| Repubblica Ceca         | 10                |
| Slovacchia              | 14                |
| Spagna                  | 1                 |
| Stati Uniti (latin pop) | 8                 |
| Stati Uniti (latin)     | 8                 |
| Stati Uniti (tropical)  | 9                 |
| Svezia                  | 48                |
| Svizzera                | 3                 |

### Classifiche di fine anno
| Classifica (2011) | Posizione |
| ----------------- | --------- |
| Belgio (Fiandre)  | 39        |
| Belgio (Vallonia) | 36        |
| Spagna            | 4         |
| Svizzera          | 45        |